# Liverpool F.C. Women
Liverpool Ladies Football Club er en engelsk fodboldklub for kvinder, der er en afdeling af Liverpool Football Club. Holdet spiller i den bedste række
Efter at holdet rykkede ned fra FA Women's Premier League National Division og skulle spille i FA Women's Premier League Northern Division i 2009–10 sæsonen, så vandt Liverpool ligaen, efter kun at have tabt en enkelt kamp hele sæsonen. Den 29. september 2013 vandt Liverpool Ladies deres første FA WSL titel, og genvandt titlen i 2014. Holdet rykkede i 2020, ned i FA Women's Championship, efter mange år i landets bedste række.

## Hæder
- FA Women's Super League:
  - Vindere (2): 2013, 2014
- FA Women's Premier League Northern Division:
  - Vindere (3): 2003-04, 2006-07, 2009-10
- FA Women's Cup:
  - Andenplads (3): 1994, 1995, 1996
- FA Women's Premier League Cup:
  - Andenplads (1): 1993
- Årets klub af FA:
  - Vindere (1): 2014
- Keele Classic:
  - Vindere (1): 2010
- Preston Tournament
  - Vindere (1): 2010

## Aktuel trup
Oversigten er opdateret til og med 24. janaur 2020.
| Nr. | Land       | Position | Spiller                              |
| --- | ---------- | -------- | ------------------------------------ |
| 1   | England    | MM       | Rachael Laws                         |
| 2   | England    | FO       | Charlotte Wardlaw (leje fra Chelsea) |
| 3   | England    | FO       | Leighanne Robe                       |
| 4   | Wales      | MI       | Rhiannon Roberts                     |
| 5   | Irland     | FO       | Niamh Fahey (anfører)                |
| 6   | England    | FO       | Jasmine Matthews                     |
| 7   | England    | MI       | Missy Bo Kearns                      |
| 8   | England    | MI       | Jade Bailey                          |
| 9   | Irland     | AN       | Leanne Kiernan                       |
| 10  | Nordirland | MI       | Rachel Furness                       |
| 11  | England    | AN       | Melissa Lawley                       |

| Nr. | Land        | Position | Spiller        |
| --- | ----------- | -------- | -------------- |
| 12  | England     | FO       | Taylor Hinds   |
| 13  | Canada      | MM       | Rylee Foster   |
| 14  | England     | AN       | Ashley Hodson  |
| 15  | New Zealand | FO       | Meikayla Moore |
| 17  | England     | MI       | Carla Humphrey |
| 18  | Wales       | MI       | Ceri Holland   |
| 19  | England     | AN       | Rianna Dean    |
| 20  | Belgien     | AN       | Yana Daniels   |
| 28  | Irland      | FO       | Megan Campbell |
| 40  | England     | MM       | Katie Startup  |

## Europæisk deltagelse
Alle resultater (ude, hjemme og sammenlagt) viser først Liverpool L.F.C.s mål.
| Sæson   | Turnering        | Runde                | Hjemme | Ude | Klub          |
| ------- | ---------------- | -------------------- | ------ | --- | ------------- |
| 2014-15 | Champions League | Sekstendedelsfinaler | 2–1    | 0–3 | Linköpings FC |
| 2015-16 | Champions League | Sekstendedelsfinaler | 0–1    | 0–1 | ACF Brescia   |

## Danskere spillere i klubben
- Amalie Thestrup (2020-2021)
- Nina Frausing Pedersen (2014)